# 寒春
寒春（1921年10月20日—2010年6月8日），英文名琼·辛顿（英語：Joan Hinton），是長年定居於中國的美国人，核物理学家。

## 生平

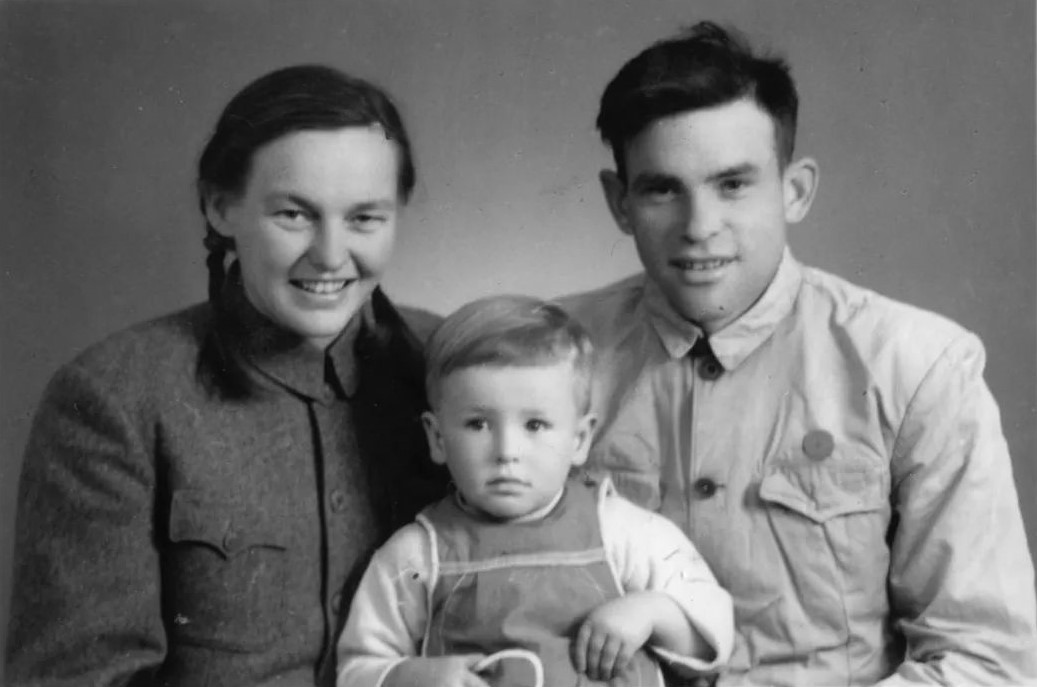
寒春、阳早和1岁多的阳和平（摄于1954年）

出生於芝加哥，其母卡梅莉塔·欣顿創辦了進步主義教育的帕特尼中學，她從該校畢業後進入本寧頓學院學習物理。1944年獲得威斯康星大学麦迪逊分校物理學博士，她是參與曼哈顿计划的少数女科学家之一。在洛斯阿拉莫斯國家實驗室做费米的助手。
寒春1948年3月追隨未婚夫阳早（Erwin Engst）来到中国。1949年，寒春與阳早在延安瓦窑堡的一个窑洞里结婚。1949年后生活在中国。他们从事奶牛养殖工作。1979年10月任中华人民共和国农业机械部顾问。阳早在2003年逝世后，她住在北京的小王庄农场，为北京农业机械化科学研究院美国专家。2004年8月15日中国实施《外国人在中国永久居留审批管理办法》后，她是北京地区第一个获得中国“绿卡”的外国人。谈及为何仍保留美国国籍时，寒春表示只是出于旅行方便的考虑。她的儿女中，长子阳和平在中国北京的对外经贸大学国际经济贸易学院；次子阳建平 (Bill Engst) 在美国新泽西州的马尔伯洛市；女儿阳及平 (Karen Engst) 在法国大西洋比利牛斯省的波城。
在1996年接受CNN采访时，回忆在华近50年的生涯，寒春表示：“我们从没想过要在中国住那么久，只是当时的中国太吸引人了，以至于不想离开。”而谈及上世纪70年代末开始的中国改革开放，她和丈夫阳早表示他们“目睹了自己社会主义梦想的崩溃”，因为中国人接纳了西式资本主义。
2004年她在MSNBC的一次采访中批评中国经济变革为“对社会主义事业的背叛。”
她和她的丈夫阳早、哥哥韩丁均被称为“中国人民的好朋友”，“国际友人”。而其长子阳和平则称，寒春夫妇均为毛泽东的崇拜者。